# Cavia, Burgos
Cavia, Burgos là một đô thị trong tỉnh Burgos, Castile và León, Tây Ban Nha.